# Santiago Ojeda
Santiago Ojeda – piłkarz peruwiański, pomocnik.
Jako gracz klubu Alianza Lima był w składzie reprezentacji podczas turnieju Copa América 1975, gdzie Peru zdobyło tytuł mistrza Ameryki Południowej. Ojeda zagrał w pięciu meczach - obu półfinałach z Brazylią (w rewanżu wszedł na boisko za Oswaldo Ramíreza) oraz w trzech finałowych bojach z Kolumbią.
W 1976 roku razem z klubem Alianza wziął udział w turnieju Copa Libertadores 1976, gdzie jego zespół awansował do fazy półfinałowej. Ojeda zdobył jedną bramkę w ostatnim meczu fazy grupowej z kolumbijskim klubem Millonarios FC.
W latach 1978–1979 Ojeda był graczem greckiego klubu Panionios GSS.
Od 30 września do 28 października 1975 roku rozegrał w reprezentacji narodowej 5 meczów w których nie zdobył żadnej bramki